# (73686) Nussdorf
(73686) Nussdorf est un astéroïde de la ceinture principale.

## Description
(73686) Nussdorf est un astéroïde de la ceinture principale. Il fut découvert le 10 octobre 1990 à Tautenburg par Freimut Börngen et Lutz Dieter Schmadel. Il présente une orbite caractérisée par un demi-grand axe de 2,57 UA, une excentricité de 0,22 et une inclinaison de 3,5° par rapport à l'écliptique.